# Шта је важно на крају?
Шта је важно на крају?: питање смрти и живота (енгл. A Matter of Death and Life) је мемоарска књига америчког егзистенцијалног психијатара, почасног професора психијатрије на Универзитету Станфорд, и књижевника Ирвина Давида Јалома (енгл. Irvin David Yalom) (1931) објављена 2021. године. Књигу је написао са својом супругом Мерилин Јалом (енгл. Marilyn Yalom) (1932-2019). Издање на српском језику објавила је издавачка кућа Психополис институт 2021. године из Новог Сада у преводу Милана Ђуришића.

## О ауторима
- Ирвин Д. Јалом је рођен 1931. у Вашингтону у породици руских емиграната. Аутор је неколико бестселера, као и стручних књига из области психотерапије. Данас је професор на универзитету и живи у Сан Франциску.[3] Активан је психотерапеут у Сан Франциску и Пало Алту.[4] Највећи допринос дао је предајући о групној психотерапији као и развијајући модел егзистенцијалне терапије.
- Мерилин Јалом (1932-2019) је супруга Ирвина Јалома са којим је имала четворо деце и осморо унучади. Живели су  Паоло Алту. Докторирала је француску и немачку компаративну књижевност. Била је успешна научница и ауторка више књига и научних радова као и успешна феминистичка ауторка.[4]

## О делу
Ирвин Јалом и Мерилин Јалом су провели у браку више од шест деценија. Када је Мерилин 2019. године дијагностикован рак, и у тим последњим месецима њеног живота, почињу да пишу паралелно књигу дневничких записа Шта је важно на крају.
Супружници остају до краја партнери у свему - пишу књигу о својим осећањима, сећањима, дилемама, страховима...Након Мерилине смрти Јалом наставља са писањем књиге још неколико месеци.
Књига доноси размишљања о томе како дати смисао животу до самог краја, ко је тај који више пати; онај који одлази или онај који остаје, како да се последњи дани проживе што безболније, како наставити даље сам... Доноси нам причу о великом болу, порицању и невољном прихватању одласка. Супружници су књигу писали храбро и искрено и на тај начин једно другом пружали емоционалну и моралну подршку у тешким месецима.
Аутори су пишући ову књигу били свесни да је ова књига и део опште стрепње које муче све људе пред крај живота. Пишући књигу надали су се да ће овај заједнички дневник, као и њихова искуства и размишљања приказана у њој, пружити смисао и подршку не само њима, него и читаоцима.
Јалом који је помагао својим клијентима који су се суочавали са смрћу или болестима, сада дошао у исту позицију и треба да се избори са губитком, болом...
Књига Шта је важно на крају? је прича о љубави за цео живот, али и после њега.